# Дуала (народ)
Дуала (дивала, дуэла) — народ в Камеруне, проживающий на побережье залива Камерун, в районе города Дуала на территории провинций Юго-Западная и Литторал. Численность более 1,5 миллиона человек, самих дуала в 1994 году насчитывалось 110 тысяч. Говорят на языке дуала, входящем в зону A группы банту бенуэ-конголезской семьи. Распадаются на несколько этнолингвистических групп.

## Религия
Большинство дуала придерживается местных традиционных верований, часть исповедует христианство — католицизм и протестантизм (Евангелическая церковь Камеруна)

## Хозяйство
В хозяйстве дуала сочетаются морское рыболовство и торговля; основные культуры — кукуруза, сорго, маниок, ямс, арахис; для продажи выращивают такие растения как какао, бананы, кола. Часть дуала заняты на промышленных работах на предприятиях Криби и Дуала.

## Социальная организация
Главную основу социальной организации составляют деревенские общины, возглавляемые старейшинами разных рангов. Развита полигиния. Поселения разбросанные. Хижины сгруппированы по родственному признаку. Жилища прямоугольные, с плетёнными из лозы и тростника стенами и нависающей четырёхскатной или двускатной высокой крышей из листьев и травы.

## История
В XVIII—XIX веке дуала создали в Южном Камеруне раннеполитическое образование со столицей в городе Дуала, который был крупным торговым центром. В июле 1884 году правителям народа дуала был навязан договор о переходе камерунского побережья под протекторат Германии. Во время Первой мировой войны, в 1916 году, территория Камеруна была оккупирована английскими, французскими и бельгийскими войсками. Камерунские короли держатся вместе. Король Белл и его родственный король Эканджум Джозеф оказали сопротивление немецкой колонизации. А в 1919 году Камерун, в том числе и территория на которой проживали дуала, был разделён между Великобританией и Францией. Независимость от Франции была получена в 1960 году, от Великобритании — в 1961 году.